# Patching
Patching è un piccolo villaggio e parrocchia civile di 259 abitanti. È situato fra i campi e boschi del sud del parco nazionale del South Downs nel distretto di Arun nella contea del West Sussex, in Inghilterra. È un insediamento abitato sorto prima del censimento del Domesday Book del 1086. È situato a 6,4 km a est di Arundel, a nord della strada A27. La parrocchia civile copre un'area di 846,12 ettari.
Nel centro del villaggio è situata la chiesa del XIII secolo di San Giovanni il Divino, restaurata nel 1888. Sopra il villaggio, nel South Downs, vi è un gruppo di mine di selce del neolitico, che è segnato da piccole cavità e tumuli.
Michelgrove Park è nel nord della parrocchia e fu sito di una grande casa dove Sir William Shelley intrattenne Enrico VIII e che divenne casa dei baronetti di Shelley. È attraversato dal Monarch's Way, un lungo sentiero che segna il supposto percorso della fuga di Carlo II in Francia nel 1651.